# عبدالله (نام)
عبدالله از نام‌های عربی - اسلامی مردان است و شاید به یکی از این موارد اشاره داشته باشد:
- عبدالله بن عبدالمطلب
- عبدالله بن محمد
- عبدالله بن ام‌مکتوم
- عبدالله بن جعفر
- امامزاده عبدالله
- عبدالله جوادی آملی
- شیخ عبدالله مازندرانی
- عبدالله دوامی
- میرزا عبدالله فراهانی
- عبدالله وثوق